# Le Soir

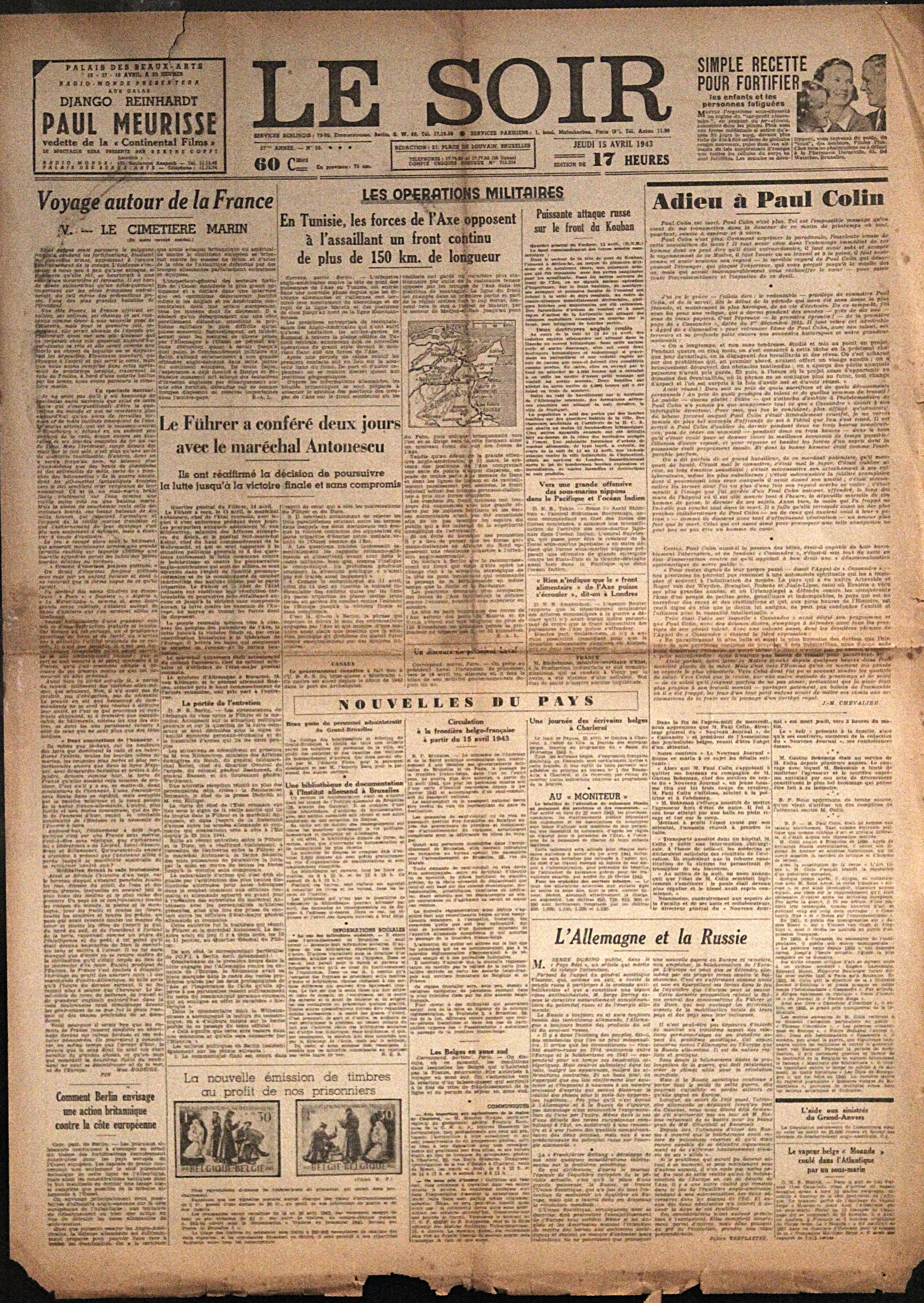

Le Soir è un quotidiano generalista belga in lingua francese, fondato nel 1887 a Bruxelles da Emile Rossel.
Il quotidiano è edito dalla società SA Rossel & Cie. È il periodico francofono con maggior tiratura ed il più letto del Belgio.

## Evoluzione editoriale
Rispetto al concorrente cattolico di centro-sinistra, La Libre Belgique, Le Soir è visto come un quotidiano liberale, progressista e politicamente federalista.
Recentemente Le Soir ha perso molta della sua credibilità nella zona delle Fiandre a seguito della costante focalizzazione del quotidiano su tematiche relative alla situazione politica nei piccoli comuni fiamminghi attorno Bruxelles.

## Controversia con Google
Il quotidiano ha ottenuto una certa notorietà in internet a seguito della causa vinta contro Google per presunta infrazione del copyright. Il caso si basò sul fatto che il motore di ricerca mostrava parte delle notizie del sito web del quotidiano attraverso il servizio Google News. Un giudice belga ha sentenziato la non conformità con la legislazione del Belgio, ed ha ordinato a Google di cessare tutte le violazioni di copyright dalle sue pagine web.